# Brown Eyed Girls
Brown Eyed Girls (хангиль : 브라운 아이드 걸스) — південнокорейський дівочий гурт. Гурт, керований NegaNetwork, складається з чотирьох учасниць: Jea, Ga-in, Narsha та Miryo. Абревіатура назви гурту — BEG . Вони дебютували як вокальний R&B/баладний гурт у 2006 році та кидали собі виклик, пробуючи різні музичні жанри. Здобувши популярність у 2008 році з синглом «LOVE» та ретро-танцювальною музикою «How Come», вони завершили свій перехід до електронного поп-гурту з синглами «Abracadabra» та «Sign» у 2009 році. Гурт дебютував у Японії у 2010 році, тоді як учасниці продовжували свою сольну діяльність у Кореї. Через 2 роки та 2 місяці гурт повернувся з синглом «Sixth Sense». Одна з учасниць BEG, Ga-In, випустила свою останню пісню bloom.